# Carex obispoensis
Carex obispoensis là một loài thực vật có hoa trong họ Cói. Loài này được Stacey mô tả khoa học đầu tiên năm 1936.